# Associazione Sportiva Pro Piacenza 1919
A Associazione Sportiva Pro Piacenza 1919 S.r.l, ou simplesmente Pro Piacenza, foi uma equipe de futebol italiana com sede na cidade de Piacenza.
As cores sociais do clube são o vermelho e o preto, alternados em listras verticais. Utilizou 2 estádios como local para mandar seus jogos: para as partidas mais importantes, atuava no Leonardo Garilli, enquanto o Centro Sportivo G. Siboni era para as partidas de menor relevância.

## História
Fundado em 1919, disputava competições amadoras e semi-profissionais até a temporada 2013–14, quando conquistou o acesso à Lega Pro (atual Serie C), em sua primeira incursão em um campeonato de nível profissional.
No curso da sua história. a equipe passou por varias fusões com outros clubes, das quais a última foi efetuada no período em que militava no ultimo nível da pirâmide futebolística italiana, realizada em 2013 com o nome Atletico BP Pro Piacenza; o estatuto esportivo do clube deriva deste último.
Na temporada 2018–19, o Pro Piacenza, mergulhado em uma grave crise financeira que provocou a saída de vários jogadores (o motivo era o atraso no pagamento de salários), levou 20 a 0 do Cuneo. Após 3 WO's, o clube inicialmente entrou em campo com apenas 7 jogadores, todos nascidos entre 2000 e 2002, para evitar uma provável desclassificação do torneio. Durante o jogo, um oitavo atleta foi para o Estádio Fratelli Paschiero e jogou o restante do jogo e o defensor Nicola Cirigliano foi ainda inscrito como treinador, uma vez que o Pro Piacenza também estava sem a comissão técnica.
Em 18 de fevereiro, a FIGC decidiu excluir o Pro Piacenza da Serie C - o presidente da Federação, Gabriele Gravina, classificou o resultado como "uma vergonha para o esporte". A organização da Serie C manteve o Cuneo como vencedor da partida, porém decidiu que o placar seria de 3 a 0, e obrigou os rossoneri a pagarem 20 mil euros de multa. A exclusão do campeonato teve consequências para o Pro Piacenza, que, afundado em dívidas, entrou em processo de falência que foi oficializada em junho de 2019.